# ジネッタ・カーズ
ジネッタ・カーズ（Ginetta Cars）は、スポーツカー及びレーシングカーを製造するイギリスの自動車メーカーである。

## 歴史

### ウォークレット兄弟時代
1958年、ウォークレット兄弟（ボブ、アイバー、トラバース、ダグラス）がサフォーク州ウッドブリッジにて設立した。彼らは初の自動車として戦前製のウーズレーをベースとしたG1を発表したが、市販はされなかった。
1962年には本拠地をエセックス州ウィザムに移転し、1972年にはサフォーク州サドバリーに工場を構えるが、2年後にはウィザムに戻っている。1988年には事業拡大のため、本社をスカンソープに移転した。
長年にわたってジネッタを経営してきたウォークレット兄弟だったが、1989年をもって経営から手を引く事を決め、シェフィールドに本拠地を構える国際的なエンスージアストの団体に社を売却した。売却時の財政状況は良好とされていたが、新体制になってからの経営は次第に悪化していった。

### ローレンス・トムリンソン時代
2005年、ジネッタ社は介護事業等で財を成した富豪のローレンス・トムリンソン率いるLNTグループに買収される。これを契機に休眠状態だった同社は一気に活性化し、モータースポーツに軸足をおいたラインナップに回帰していく事となった。
2007年には工場をウェスト・ヨークシャー州のリーズに移転し、年間200台の製造目標を掲げて操業を開始した。創業50周年を記念して開発されたG50はトムリンソン自らが開発指揮を執り、グループGT4で幅広く使用されるなど成功を収めた。
2010年3月、サマセット州に本拠地を構えるスポーツカーメーカーのファービオを買収し、F400としてリバッジした。F400は2011年10月に、フォード製の3.7 リッター V6 エンジンを搭載した、G60へと発展している。
また、2010年のル・マン・24時間レース参戦や、2015年から創設された、フランス西部自動車クラブ（ACO）のルマン・プロトタイプ(LMP) 3のコンストラクター承認を受けるなど、スポーツカーの制作に力を入れている。

## モデル
ジネッタが制作したモデルは次のとおり。

### G2
ジネッタ初の市販車として開発され、愛好家向けのキットカーであった。基本コンポーネントはフォード製のものを流用し、ボディはアルミニウム製、シャシにはチューブラーフレームが採用された。製造台数は約100台とされている。

### G3
1959年に登場。グラスファイバー製のボディを持ち、エクステリアもGTスタイルに一新されたが、コンポーネントはG2の流用だった。

### G4

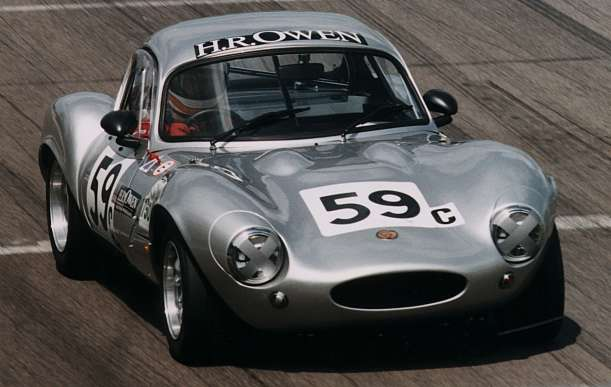
ジネッタ・G4R

1961年に登場。ボディはFRP製のコンバーチブルスタイルで、デザインはコークボトルラインを持つ曲線的なフォルムとなった。
サスペンションはフロントがダブルウィッシュボーン式、リアがトレーリングアーム式という組み合わせ。シャシは鋼管スペースフレームである。エンジンはイギリス・フォードの大衆車「アングリア」から流用した1L 直列4気筒OHVが標準で搭載され、それまでの同社製モデルと同様にFR方式で駆動した。トランスミッションは4速MT。
スペックこそ最高出力40hp/最大トルク7.1kgmと控えめな数値だったが、車重が445kgと極めて軽量であったため、最高速度169km/h、0-400m加速18.9sという高いパフォーマンスを発揮した。
1963年にマイナーチェンジを受け、シリーズ2に移行した。フレームやサスペンションの改良、フロントのディスクブレーキ化などが行われると同時に、ボディスタイルにハードトップを持つクーペが追加された。
1966年には再度マイナーチェンジを受け、シリーズ3へ移行。1.5Lエンジンが追加され、リトラクタブルヘッドライト仕様が追加された。
1969年までに500台以上が生産され、ジネッタで最も売れたモデルとなった。生産終了後も人気は衰えず、1981年にボディサイズを一回り拡大したシリーズ4として復活している（次項で解説）。

### G4 シリーズ4

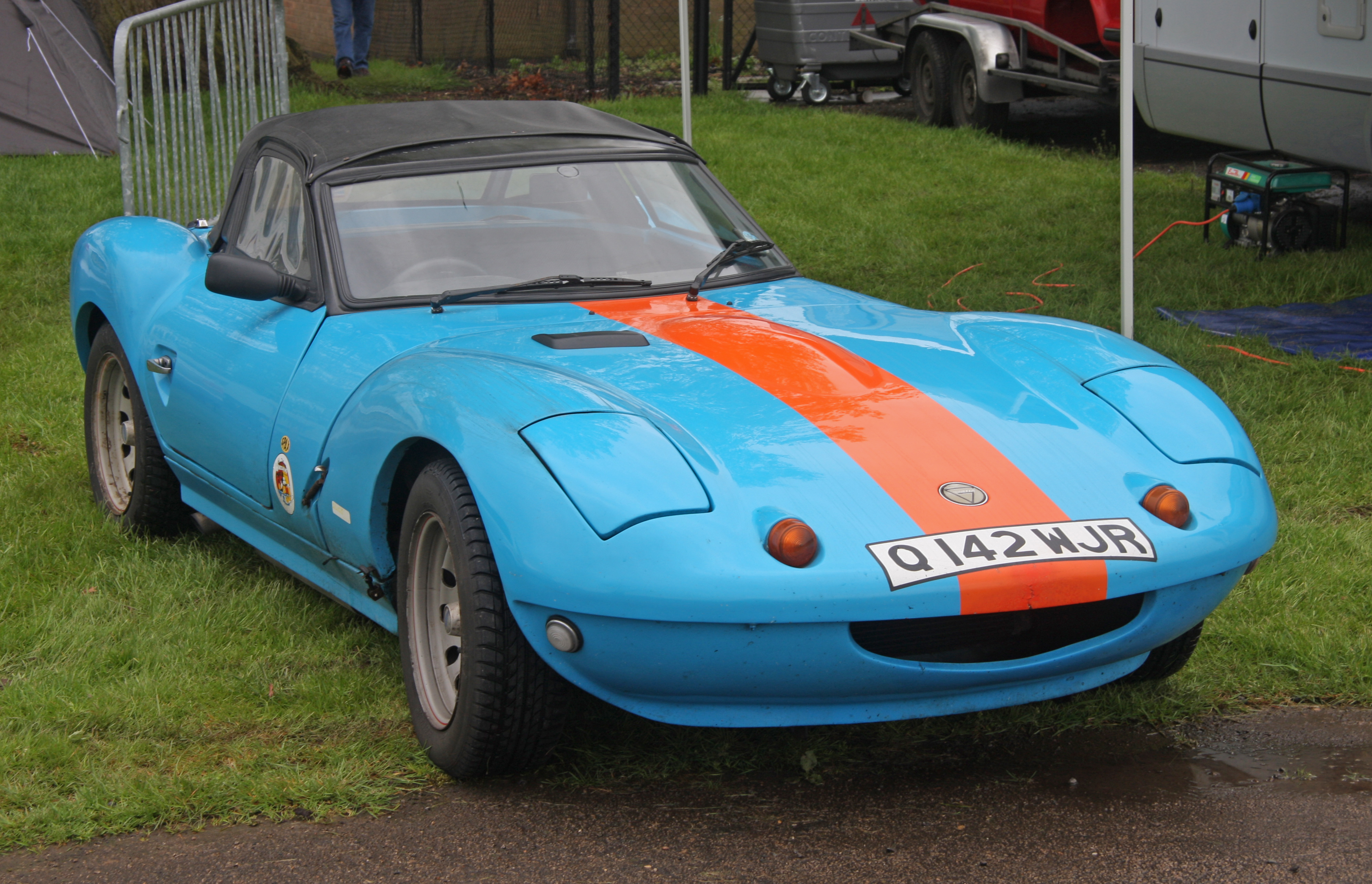
ジネッタ・G4 シリーズ4

1981年、好評を博したG4がシャーシを一新しシリーズ4として復活した。エンジンはフォード製の1.6L 直列4気筒を搭載していた。1984年までに35台が製造された。

### G10・G11・G12

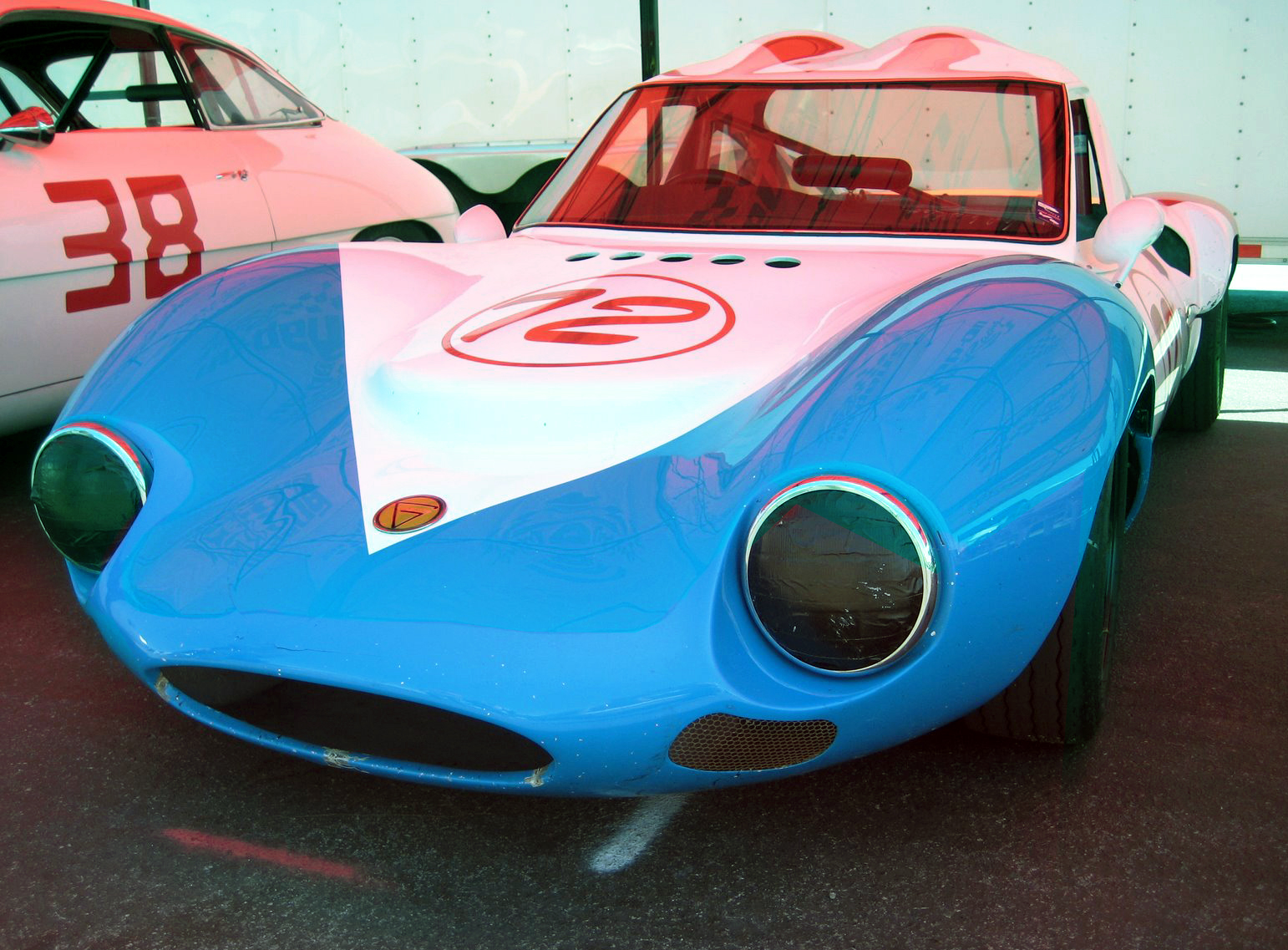
ジネッタ・G12

G10は1965年のレーシングカーショーで発表された。さらなる戦闘力アップを目指し、新たにフォード・マスタングより流用した4.7L V型8気筒エンジンを搭載したが、車重は約900 kgに肥大化した。それでも愛好家からは高い評価を得、プロトタイプで参戦したブランズ・ハッチでのデビュー戦ではジャガー・Eタイプを破り、注目を集めた。しかし、ジネッタの低い生産能力ではホモロゲーションを取得できず、3台が製造されたのみで実戦に投入されることはなかった。その後、ジネッタはG10のストリートバージョンとなるG11の開発に取り掛かる。G10と同一のボディに、MG・MGBより流用した1.8L 直列4気筒エンジンを搭載したモデルだったが、MG製エンジンの納品が遅れたことで生産は滞り、最終的に製造されたのはわずかな台数に留まった。
1966年、G12が発表された。G4の進化形にあたるモデルで、様々な面でのブラッシュアップが行われている。鋼管スペースフレームシャシはG4と変わりないが、各部をセパレート化することで整備性のアップを図った。サスペンションは前後共にダブルウィッシュボーン式となり、トライアンフ由来のアップライトとダブルウィッシュボーン（上部アイテムのローズジョイントによるキャンバー調整付き）とコイルスプリングで構成されていた。一方、後部には、コイルスプリングとともに、下部逆ウィッシュボーン（ローズジョイント付き）とラジアスアームを備えた単一の上部横方向リンクの通常の配置が存在していた。車には安全性を高めるためにアンチロールバーが装備されており、フロントとリアにトライアンフから供給されたガーリングディスクブレーキが確実にストッピングパワーを高めた。エンジンは1.0リットルのコスワースSCAから供給されました直列4気筒エンジン。後にアストンマーティン製V8などの大型エンジンが搭載されたが、あまり成功しなかった。G12はそのクラスで競争をリードし、ロータス・エラン26Rとコヴェントリー・クライマックスを凌駕し、1,150 ccMNシリーズで優勝した。トラックレース以外では、G12はヒルクライムイベントでも成功を収めたが、G16に置き換えられた。約28台が生産された。

### G15

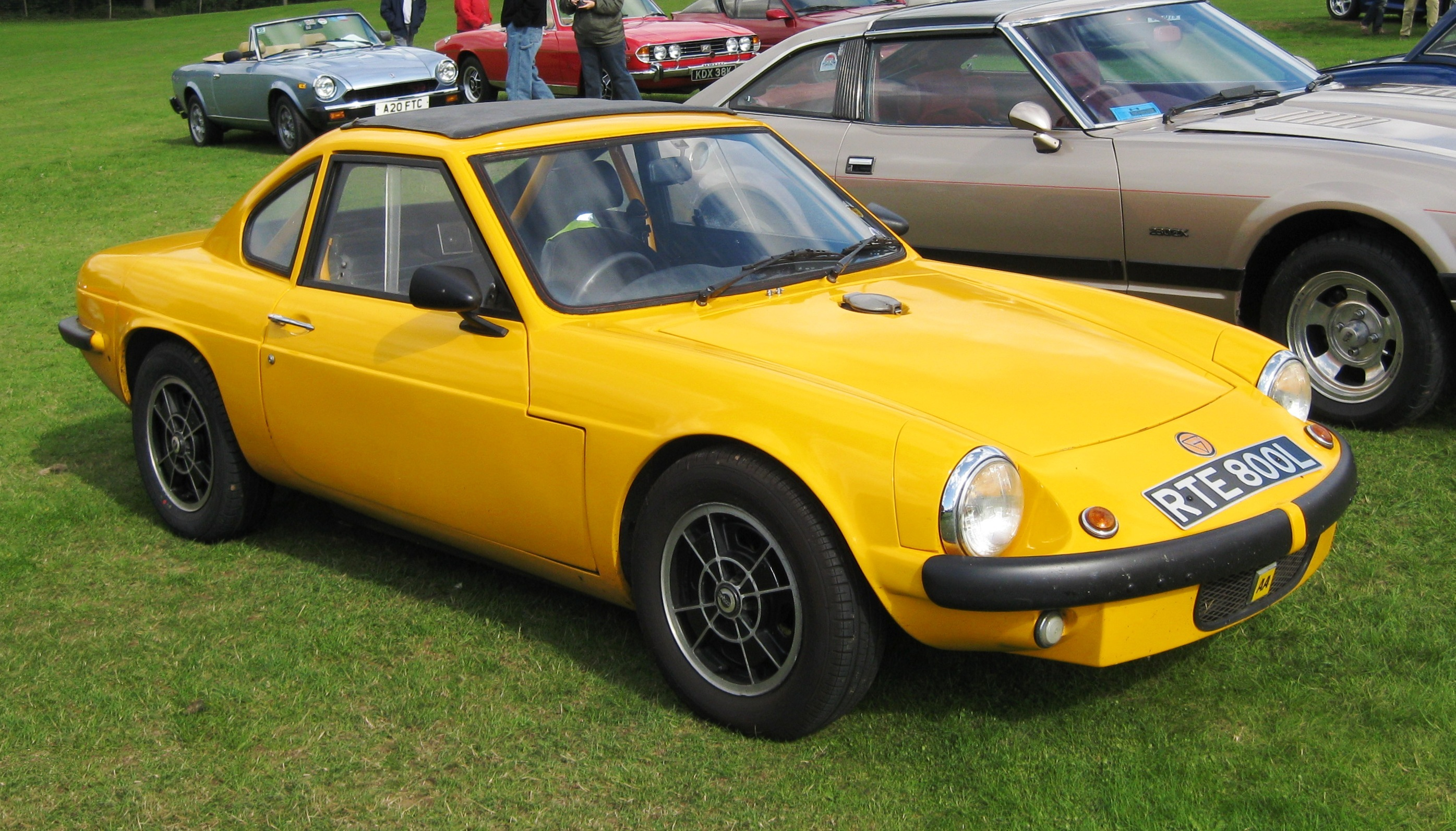
ジネッタ・G15

1967 年には、後部にマウントされた 875 ccのヒルマン・インプエンジンを使用するG15が発売された。この 2 人乗りクーペは、ガラス繊維のボディがチューブシャーシにボルトで固定され、インプのリアサスペンションとトライアンフのフロントサスペンションが使用されていた。1967年から1974年までに約800台が生産され、車は型式承認され、完全なジネッタ車が初めて販売された。8台のG15がフォルクスワーゲンのエンジンで生産され、「スーパーS」と呼ばれた。

### G21

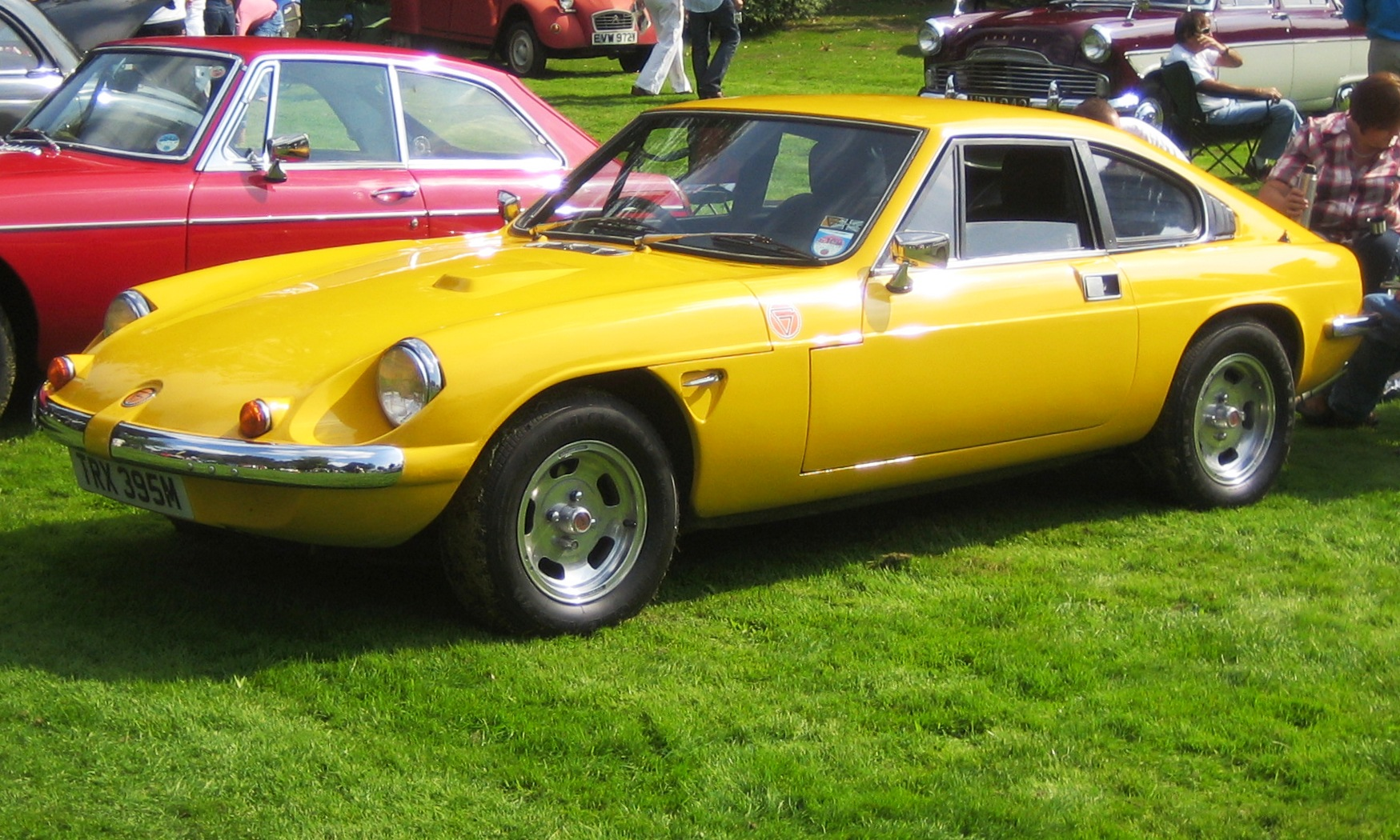
ジネッタ・G21

1970 年に、G15に大型のG21 が加わった。G21は、当初は ルーツ・グループ(サンビーム) の 4 気筒 1.75 リッターまたは 3.0 リッターのフォードV6エンジンが利用可能だった。車はルーツのコンポーネントを主に使用した。 1.7 リッターのサンビーム・レイピアのエンジンは、その後、この車の標準のエンジンになった。オイルショックにより1974年に生産が終了するまで、合計80台が生産された。この車は後にオープントップの G23 および クーペ バージョンのG24に変更されたが、これらのバリエーションはいずれも生産には至らなかった。

### G19
G19は、1台のみが生産されたシングルシーターのフォーミュラ3のレーシングカー。

### G20

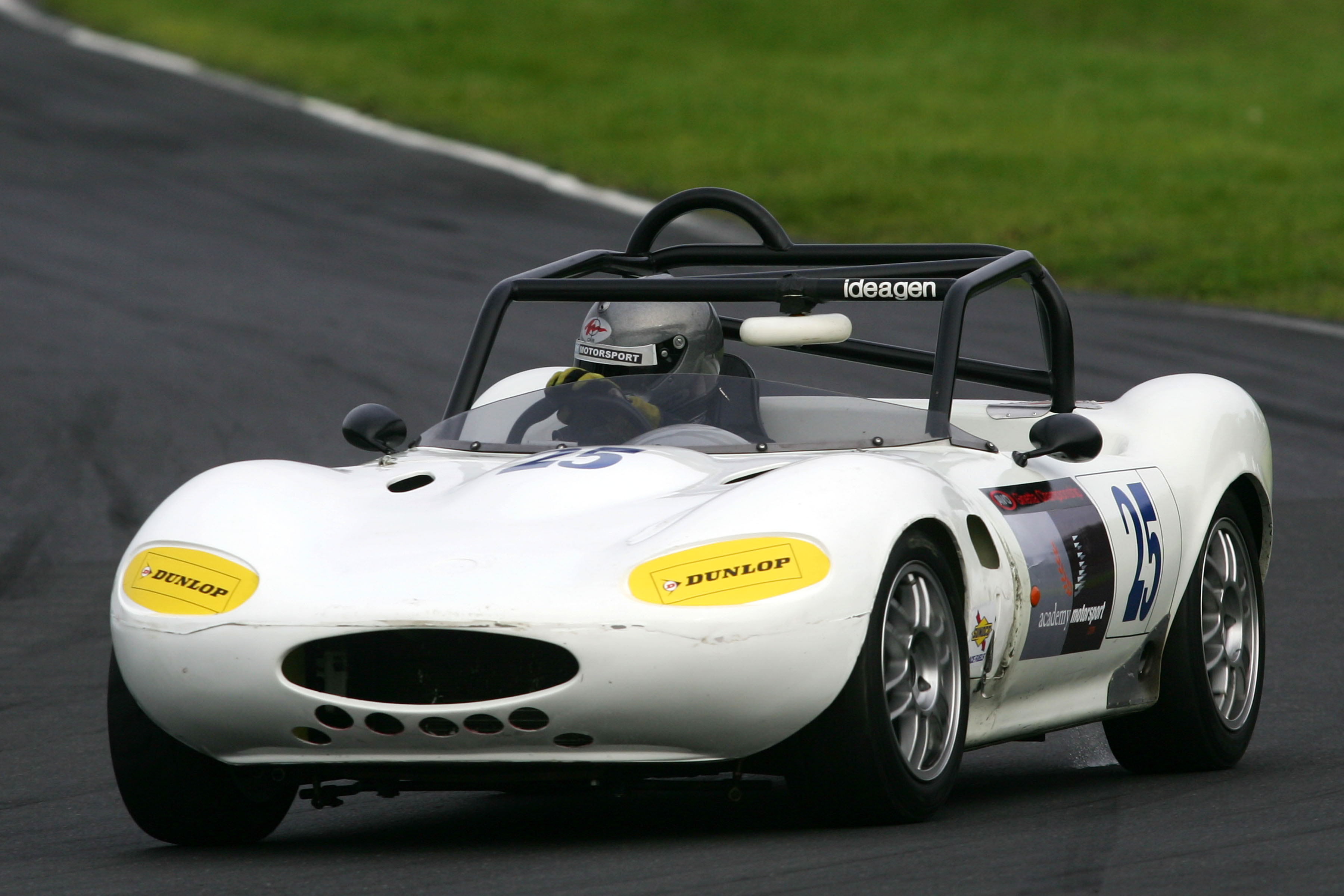
2005 ジネッタ・G20

### G27
1985年11月に登場したG27は、G4から派生した2シーターのスポーツカー。トライアンフ・ヴィテッセのフロントサスペンション、ジャガーの独立したリアサスペンションを改造したものを使用し、ローバー V8までの幅広いエンジンに取り付けることができた。その後、このデザインは G33 のボディワークにも使用された。

### G50

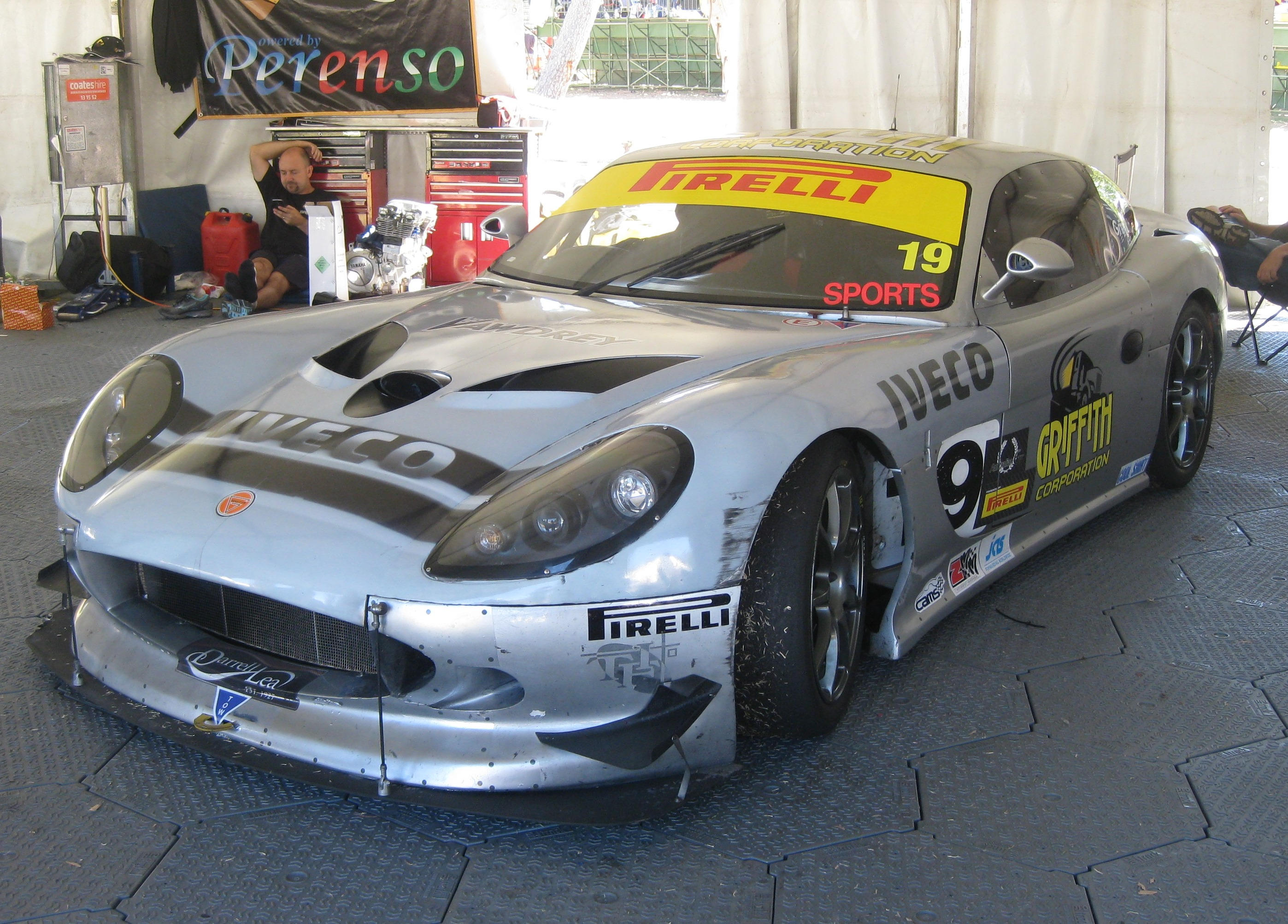
ジネッタ・G50 GT4

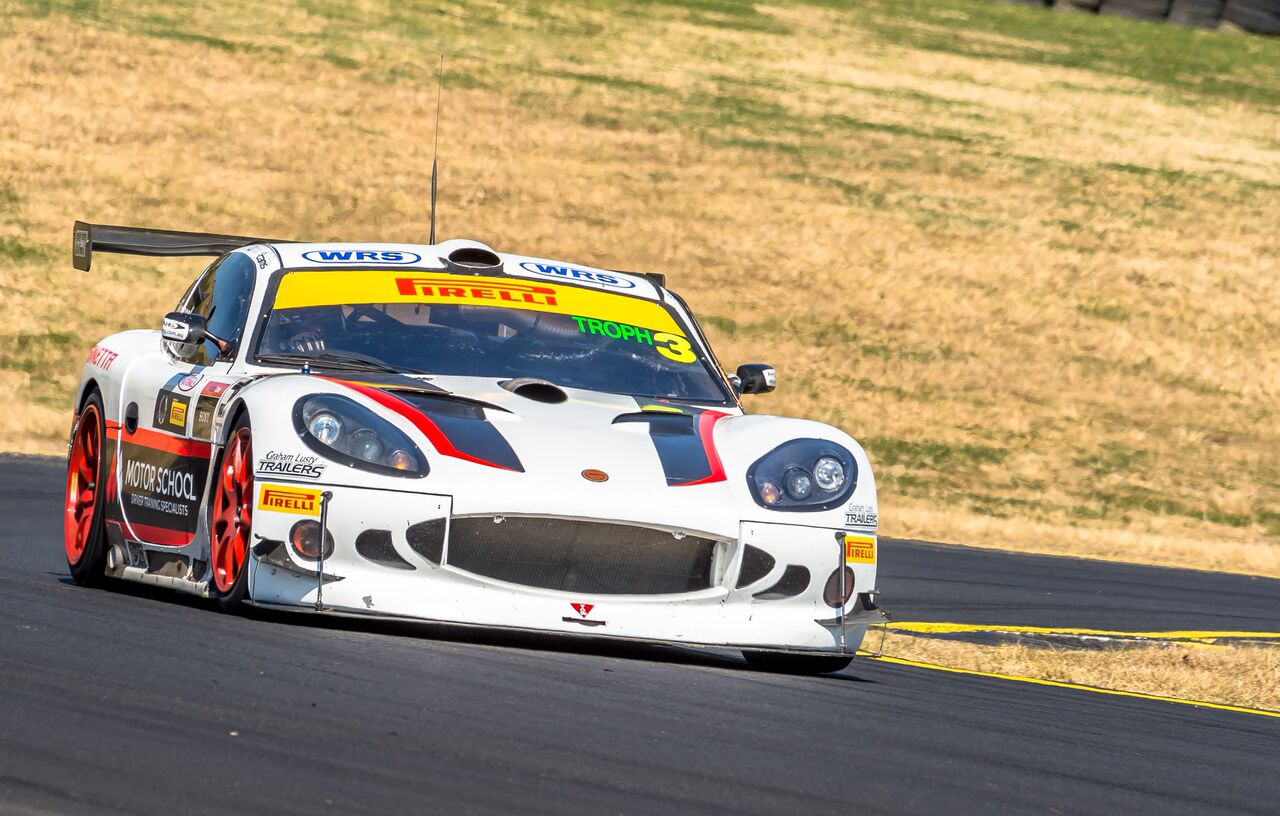
ジネッタ・G50Z

2005 年にジネッタがローレンス・トムリンソン率いるLNTグループに買収された後、会社の創業50 周年記念で、同社は3.5 リッター V6 エンジンを使用して 224 kW (300 hp; 305 PS) の出力を発生する、G50の設計に着手した。
2007 年、この車はノガロ フランスで開催されたヨーロピアン GT4 カップの初戦に出場し、2 位になった。この成功の直後、この車は姉妹車であるジネッタ・G50 GT4 とともに、2008 年初頭にオートスポーツインターナショナルで正式に発売された。この車は、ジネッタのベストセラー車となり、オプティマム・モータースポーツが2012 年のドバイ 24 時間耐久レースを含むレースで勝利を収めている。
2008年にはジネッタ・G50Zが発表された。GT3 レースを想定したこの車は、4.0 リッターのザイテック V8 エンジンを搭載していたが、プライベーターに売却される前に、3.8 リッターにダウングレードされた。エンジンは最高出力 365 kW (496 PS; 489 hp) を発生した。車はハンドリングと安定性の向上に重点を置いており、フロントスプリッターと大きなリアディフューザーが大きなリアウィングと共にその働きを助けた。エンジンは、ステアリングコラムのパドルで操作されるヒューランド6速シーケンシャル マニュアル ギアボックスと組み合わされ、GT4よりも高速なギアチェンジを実現した。

### G60

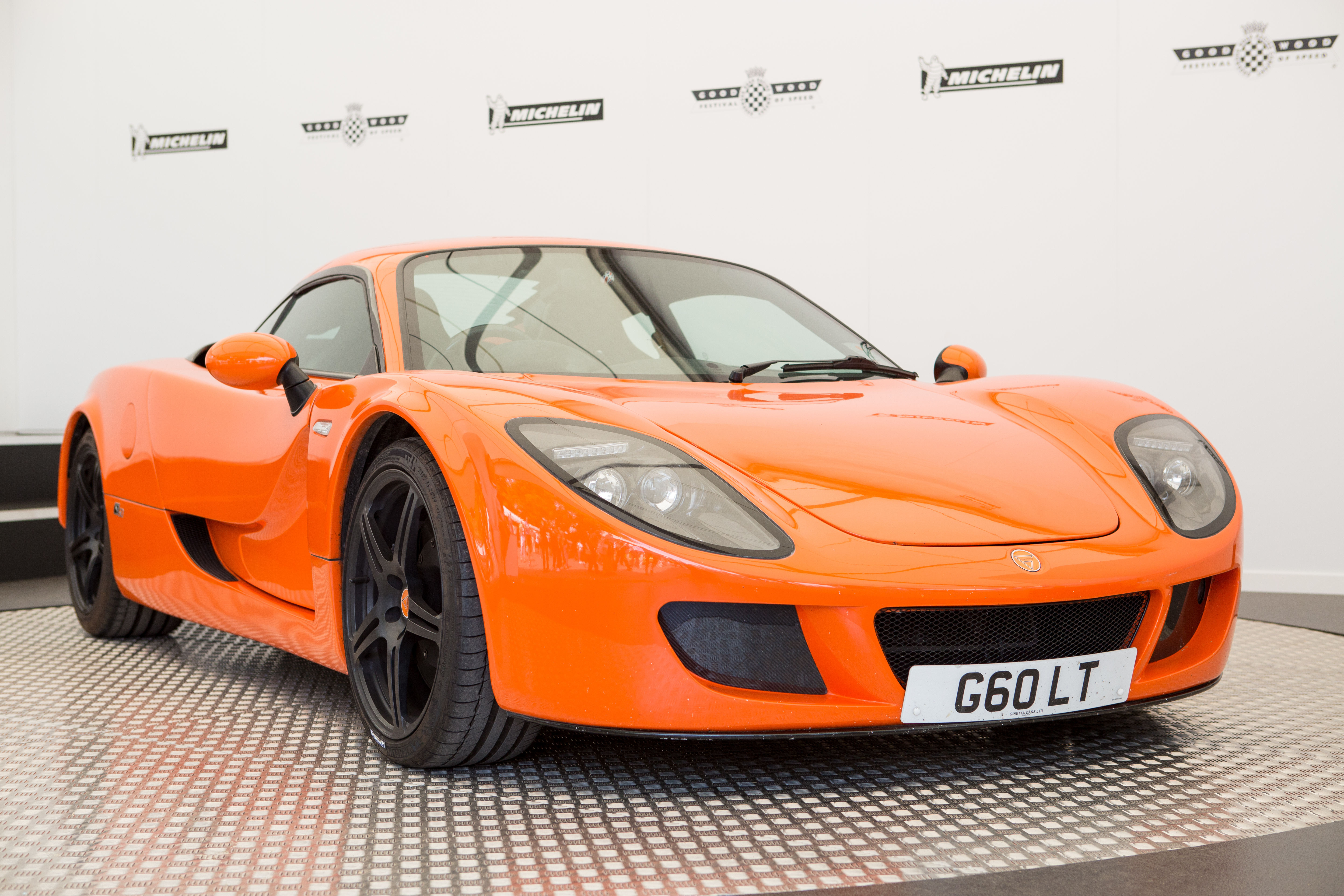
ジネッタ・G60

2010年3月に、ローレンスはスポーツカーメーカー、ファービオを買収し、同社が販売していたファービオ・GTSをF400とリバッジして販売していた。そのF400に改良を加えたモデルがジネッタ・G60である。エンジンは、G55 GT3 と同じフォード製の3.7リッターV型6気筒エンジンをミッドシップに搭載。スペックは最高出力314 PS/6,500 rpm、最大トルク39.8 kgf·m/4,500 rpmである。ABSやパワーステアリング等の電子制御は搭載していない 。

### G40

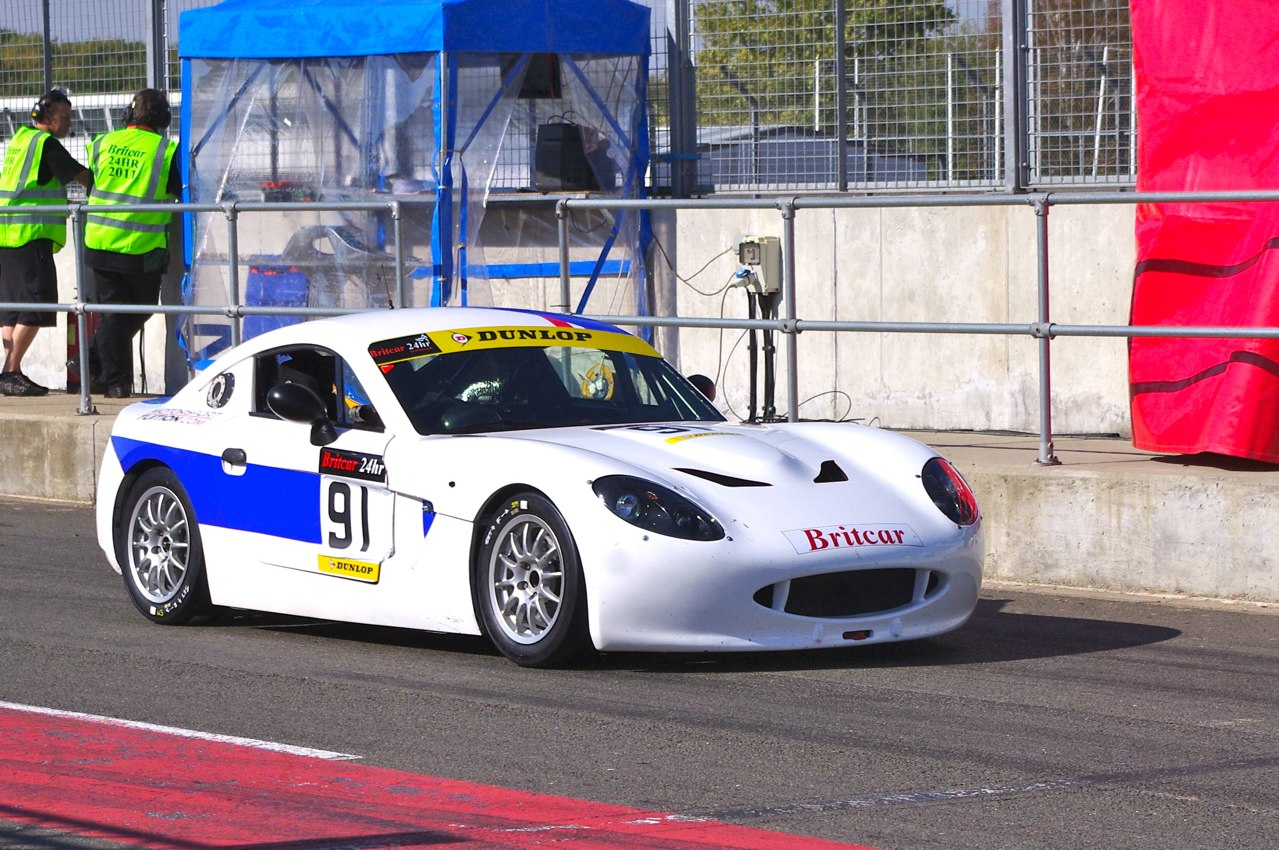
ジネッタ・G40

2010年、既存のジネッタ・ジュニア選手権に新車を導入し、その際に古いジネッタ G20 を、ジネッタ・G40Jに置き換えた。
G40J の成功に続いて、ジネッタは成人レーサー向けチャレンジ シリーズのジネッタ G40 チャレンジを導入することを決定した。1.8 リッターのフォード ゼテックベースの直列 4 気筒エンジンを搭載し、G40チャレンジカーは、123 kW (165 hp) の出力を発生した。

2011年にロードカーである、ジネッタ G40Rを発表した。これは「公道を走るレースカー」というウォークレット兄弟の当初のビジョンを模倣するように設計された。レースカーの1.8リッターフォード ゼテックエンジンから、マツダ製2.0リッターMZRエンジンにモデファイされ、175馬力（130kw、177 PS）/7,000rpmの出力を発生し、マツダ・MX-5と共通の6速マニュアルギアボックスを搭載した。 ただし、ロードカーには完全なレース仕様のロールケージも含まれている。この使用により、車はスタンディングスタートから 97km/h まで 5.8 秒で加速し、225 km/h (140 mph) の最高速度を達成した。

### G55

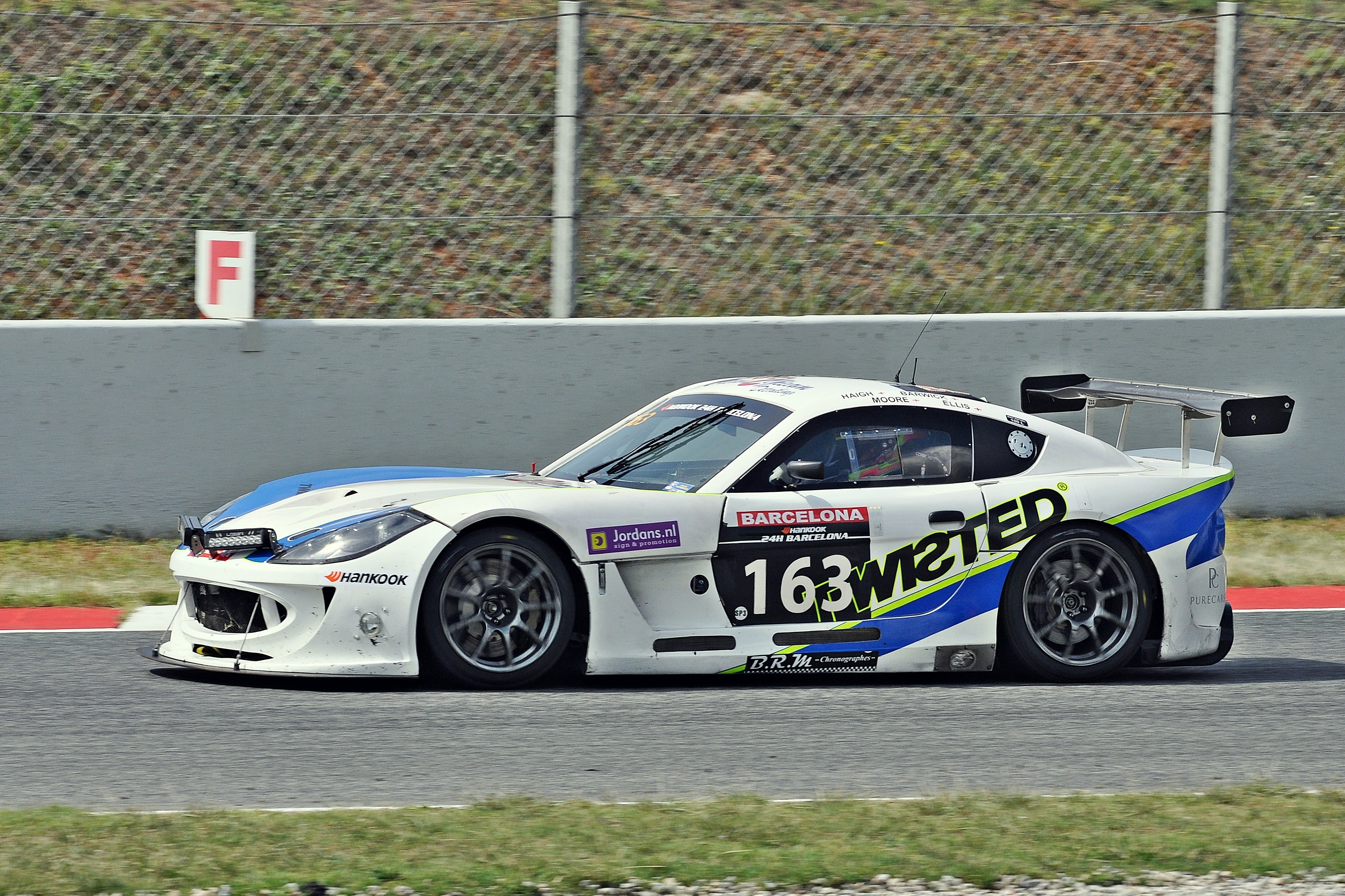
ジネッタ・G55 GT4

2011年、G55GT4カップカーがジネッタ・GT4 スーパーカップに導入された。最大出力 283 kW (380 hp; 385 PS) の フォード製3.7リッター V6 エンジンを搭載した。

2012年にはジネッタレーシング製4.35リッターV8エンジンを搭載した、G55 GT3が登場した。

### アクーラ

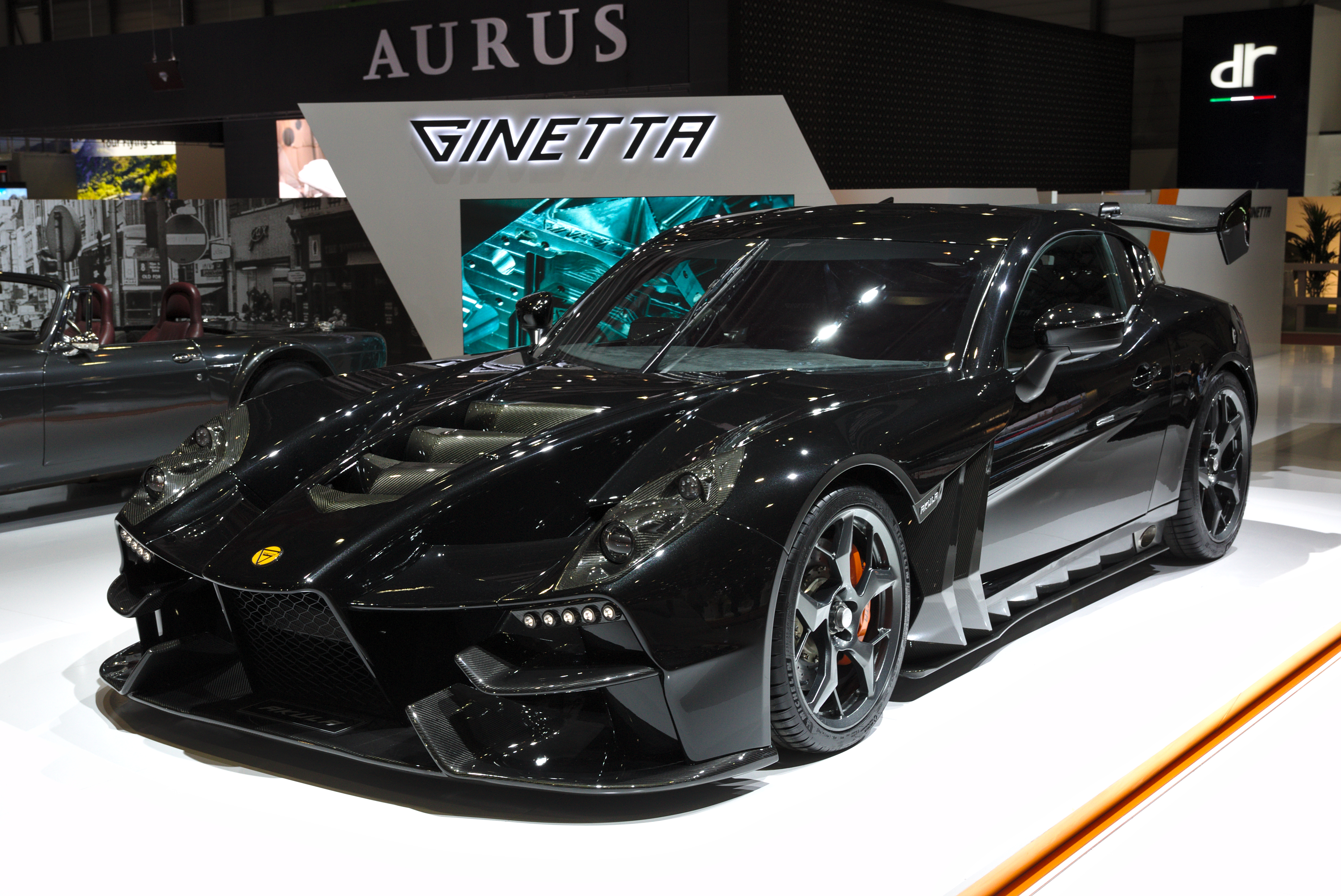
ジネッタ・アクーラ

2019年3月5日、ジュネーブ国際モーターショーで、ジネッタは、ロシア語で「サメ」を意味する アクーラ(акула) と呼ばれる新型スーパーカーを発表した。パワートレインは、自社開発の自然吸気V型8気筒ガソリンエンジンを搭載する。小型軽量設計のV8ユニットは、最大出力は575hp、最大トルク71.4kgmを引き出す。トランスミッションは、6速シーケンシャル。ロングノース、ショートデッキのボディはフルカーボンファイバー製。フルカーボンファイバーのモノコックシャシーも採用。車両重量は1トンを切り、940kgに抑えられる。ジネッタは2020年、アクーラを20台限定で生産する計画。英国本国でのベース価格は、34万ポンド（約5030万円）。

## モータースポーツ

### ミシュラン・ジネッタ・GT4スーパーカップ
ミシュラン・ジネッタ・GT4 スーパーカップは、G50とG55のワンメイク・スポーツカーレースシリーズ。英国GT選手権、イギリスF3、現在はBTCCのサポートレースとして開催されている。2014年からG50 GT4とG55 GT4が1つのクラスに統合され、2つのモデルはパフォーマンスのバランステストを通じて同等化される。

### プロトタイプカー
2009年、ザイテックと共同で、ジネッタ・ザイテック GZ09Sを開発した。ルマン・シリーズのLMP1,2両クラスに参戦、LMP2クラスで2勝し、ドライバー、チームのダブルタイトルを獲得した。2010年のルマン・24時間レースではナイジェル・マンセルが2人の息子、レオとグレッグと共に参戦。結果はリタイヤだった。
2015年に創設された、フランス西部自動車クラブ（ACO）のル・マン・プロトタイプ（LMP）3のコンストラクター承認を受けた。

2014年、ジュノ・レーシングカーズをジネッタが買収。その合同制作で2015年にLMP3マシン、ジネッタ・ジュノ P3-15がデビュー。2015年のELMSでは6台が参戦。ドライバー、チームのダブルタイトルを獲得した。

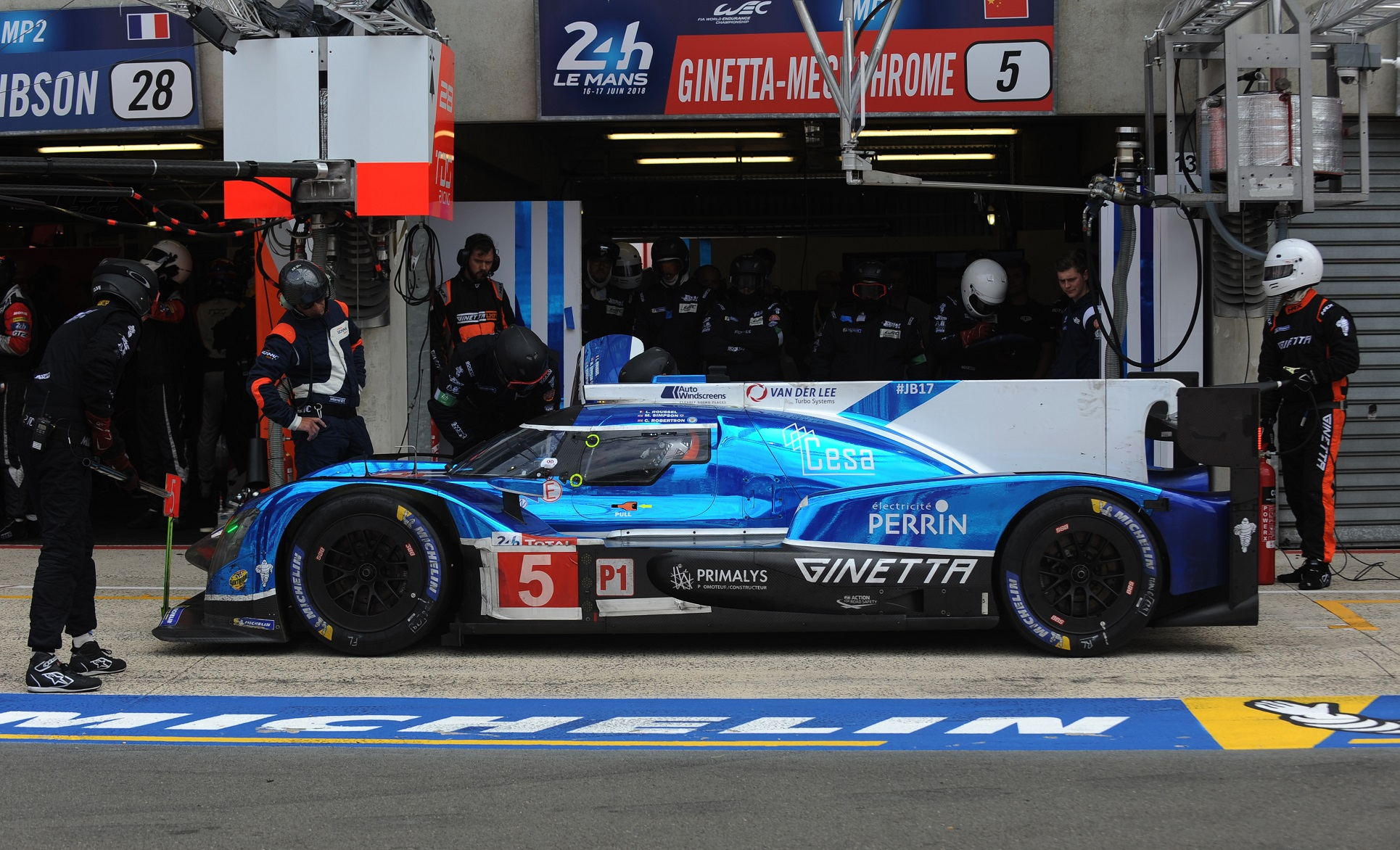
ジネッタ・G60-LT-P1

2018年、LMP1マシンである、ジネッタ・G60-LT-P1を開発した。2018-19年FIA 世界耐久選手権では、TRSM・レーシングが、2台のG60-LT-P1で参戦した。ル・マン24時間レースでは、5号車が総合41位クラス5位でフィニッシュし、6号車は電気系統のトラブルによりスタートから10時間後にリタイアした。
2020年から、ヨーロピアン・ル・マン・シリーズ、アジアン・ル・マン・シリーズ、IMSA・プロトタイプチャレンジにLMP3マシン、ジネッタ・G61-LT-P3を供給した。